# Jean Michel Baron
Jean Michel Baron (12 de fevereiro de 1954 - 2 de setembro de 2010) foi um piloto de motocross e enduro francês.